# Ляскевич Тит Карлович
Тит Карлович Ляскевич (пол. Tytus Laskiewicz, нар. 1 серпня 1884, Львів — 1967, Гливиці) — завідувач бібліотеки Львівської політехніки у 1923—1945 рр.

## Біографія
Народився 1884 р. у Львові. Навчався у гімназії у Львові, закінчив гімназію в Хирові. У 1910 р. закінчив механічний відділ Львівської політехніки. Працював бригадиром австрійських залізничних шляхів. 1911 року став членом Політехнічного товариства у Львові. Входив до правління товариства. Під час І світової війни працював у ремонтних майстернях російської залізниці.
У 1920—1923 рр. служив в управлінні військового будівництва у Вільжі та Варшаві.
У 1923 р. був призначений завідувачем бібліотеки Львівської політехніки. У 1937—1939 рр. був головним редактором часопису Політехнічного товариства у Львові (Czasopismo Techniczne).
З 13 січня 1945 р. звільнений з посади, оскільки переїхав до Польщі. У 1945—1956 роках — керівник бібліотеки Сілезької Політехніки.

## Нагороди
1935 — нагороджений Золотим хрестом заслуги (в галузі бібліотечної справи);
1957 — нагороджено Офіцерським хрестом Ордену відродження Польщі за розвиток бібліотеки Сілезької політехніки